# Thurston Moore
Thurston Joseph Moore (Coral Gables, 25 de julho de 1958) é o fundador da banda estadunidense de rock Sonic Youth. Nela, além de cantar, também toca guitarra e contrabaixo. Foi considerado o 99º melhor guitarrista de todos os tempos pela revista norte-americana Rolling Stone.

## Biografia
Thurston era casado com a baixista da banda, Kim Gordon e tem 1 filha Coco Hayley Gordon Moore (1 de julho de 1994). O casal anunciou o divórcio em outubro de 2011.
Nos anos 80, o líder do Sonic Youth surgiu como o grande radical da guitarra do rock indie, misturando afinações estranhas, enfiando chaves de fenda ou baquetas sob as cordas e lançando jams punk cheias de feedback. Thurston Moore influenciou uma geração de amantes de ruído, de roqueiros grunge à turma shoegazer. O som de Moore sempre foi tão impressionante que Neil Young uma vez declarou que se o Sonic Youth um dia quisesse gravar com ele, era só falar. Thurston está entre os 100 maiores guitarristas e influentes do rock.
Ele trabalhou com Glenn Branca, Jad Fair, Lydia Lunch, Maryanne Amacher, DJ Spooky, William Hooker, Daniel Carter, Christian Marclay, Mike Watt, Loren Connors Mazzacane, William Winant, Richard Hell, Mats Gustafsson, Don Fleming, The Thing, Nels Cline, John Moloney, The Ex, Yuri Landman, Yamantaka Eye, Chris Corsano, Jemina Pearl, Yoko Ono e My Cat is an Alien

## Discografia

### Álbuns solo
- Psychic Hearts (1995, Geffen Records)
- Root (1998, Lo Recordings)
- Trees Outside the Academy (2007, Ecstatic Peace)
- Demolished Thoughts (2011, Matador Records)
- The Best Day (2014, Matador Records)
- Rock n Roll Consciousness (2017, Caroline International)